# Handölsdalens sameby
Handölsdalens sameby, är en sameby i västra Jämtland, belägen främst inom Undersåkers distrikt (Undersåkers socken), Åre kommun. Samebyns nordligaste område ligger inom Åre distrikt (Åre socken) och den sydligaste delen sträcker sig in i Storsjö distrikt (Storsjö socken) i Bergs kommun (Härjedalsdelen).

## Allmänt

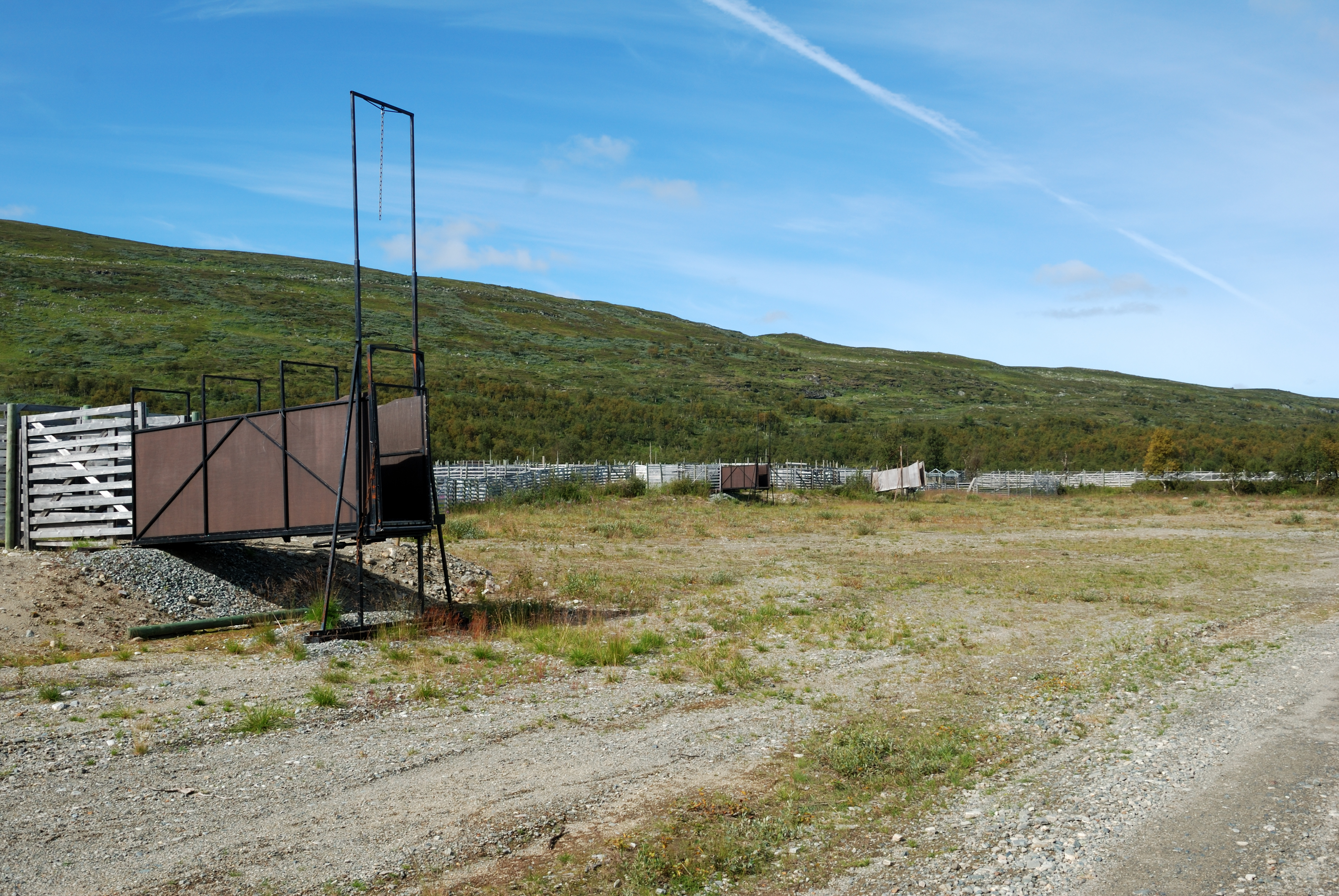
Delar av anläggningarna i Ljungris.

Handölsdalens sameby är en av Sveriges totalt 51 samebyar. En sameby är dels ett geografiskt område, dels en ekonomisk förening för renskötande samer inom området.

## Historia
Samerna i Jämtland är en ursprungsbefolkning enligt den svenska definitionen "folk som härstammar från folkgrupper som bodde i landet vid tiden för fastställandet av nuvarande statsgränser och som helt eller delvis har behållit sina sociala, ekonomiska, kulturella och politiska institutioner". Den sydsamiska befolkningen inom Handölsdalens sameby finns främst i Tjallingen samt i Ljungris och området däromkring, de anläde till platsen från frostviken och Villhelmina 1916.
År 1889 trädde 1886 års renbeteslag i kraft. Lagen innebar att det administrativa begreppet sameby (lappby), infördes i svensk lag, vilket i huvudsak innebar att nyttjanderätten till mark i fjällområdet blev gemensam (kollektiv).